# عصمت سو
عصمت سُو (بالتركية: İsmet Su)‏, (ولد: 14 أغسطس 1959, في آرتْوين, تركيا) سياسي تركي. ونائب سابق في البرلمان التركي لأكثر من دورة ممثلا عن حزب العدالة والتنمية.